# Большая Горнешница
Большая Горнешница — деревня в Бологовском районе Тверской области, входит в состав Березайского сельского поселения.

## География
Деревня находится в северной части Тверской области на расстоянии приблизительно 17 км на запад-северо-запад от города Бологое.

## История
Деревня уже была отмечена на карте 1847 года как поселение с 21 двором (тогда Горнешница). В 1909 году здесь было учтено 53 двора.

## Население
Численность населения: 289 человек (1909 год), 5 человек (русские 100 %) в 2002 году, 1 в 2010.